# اختبار كلوز

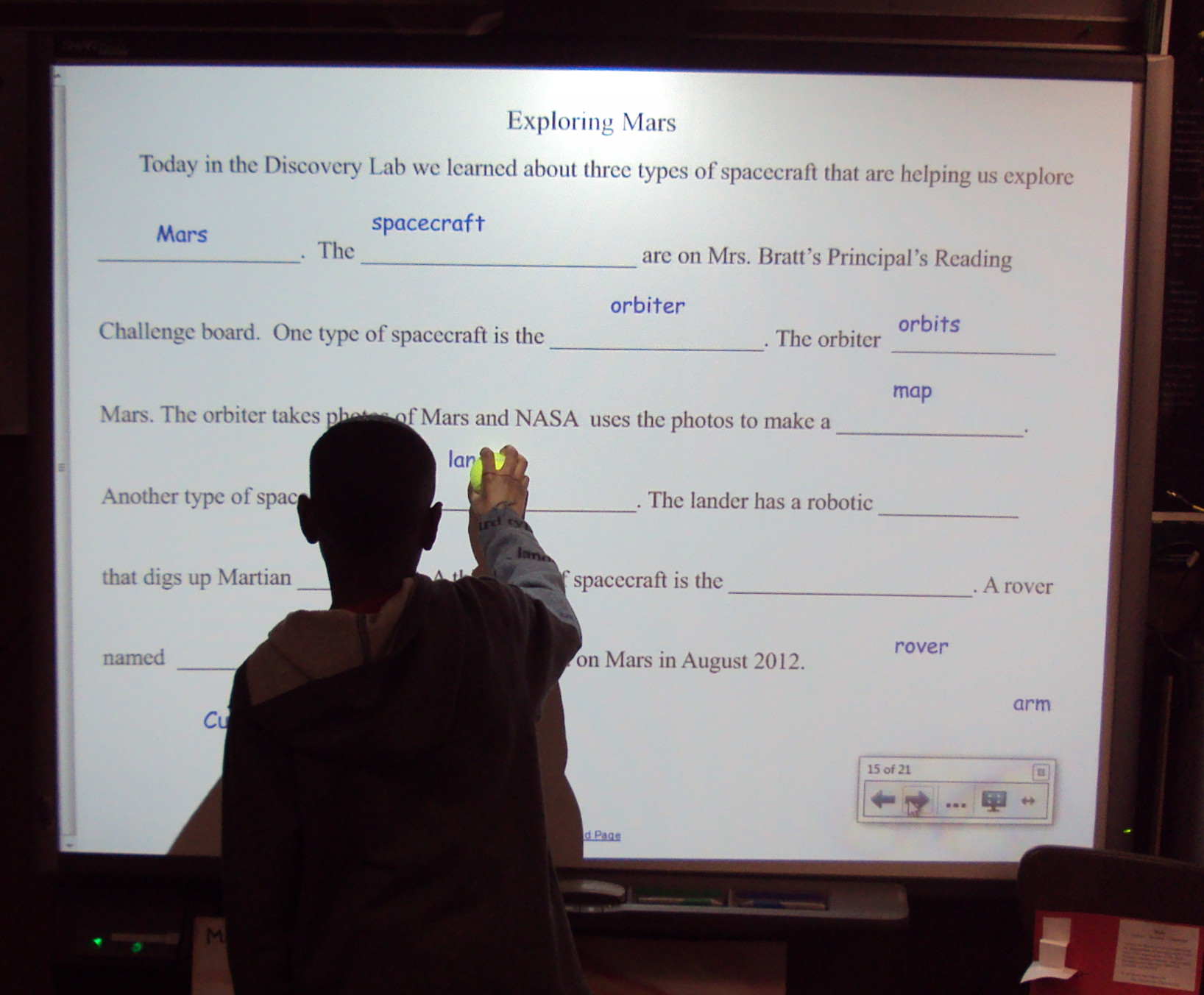

اختبار كلوز (اختبار الحذف) هو نشاط أو اختبار أو طريقة للتقييم يتكون من نص محذوف منه بعض الكلمات، ويُطلب من الخاضع للاختبار إكمال النص. تتطلب اختبارات كلوز قدرة على فهم السياق والمفردات من أجل تحديد الكلمات الصحيحة أو نوع الكلمات التي تناسب المكان الفارغ في النص. يشيع استخدام هذا الاختبار في تقييم تعلم اللغات.
وكلمة «كلوز» مشتقة من "closure" (إغلاق) كما هي مستخدمة في نظرية الجشطلت في التعليم.